# Herder (vee)

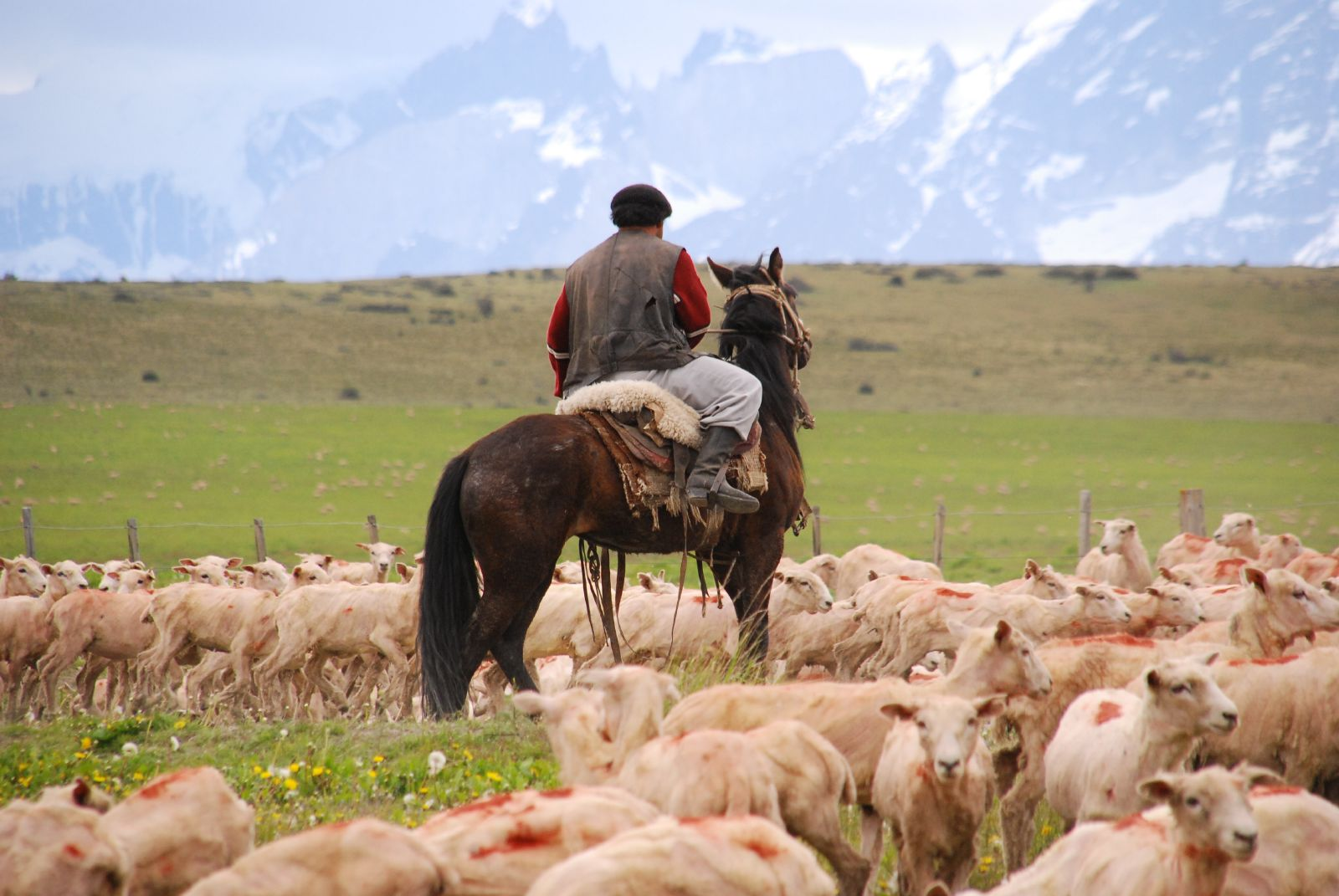
Gaucho-schaapherder in Argentinië

Een herder is een persoon die vrij lopend vee bewaakt. In Nederland zijn dit vrijwel altijd schaapsherders. In de Alpen bewaken en verzorgen herders veelal koeien, maar wereldwijd gezien kan het vee ook bestaan uit andere diersoorten zoals geiten, ganzen of lama's.
Door het werk van de herder kunnen ook magere natuurlandschappen benut worden voor de veehouderij. Hij leidt de kudde naar plekken waar zij voedsel kunnen vinden en houdt ze als groep bij elkaar. In berggebieden worden de dieren met het voortschrijden van de zomer hoger op de berg geleid en is het herderswerk seizoengebonden, in andere gebieden kan een herder ook het hele jaar door een nomadenleven leiden.
Herders kunnen gebruik maken van herdershonden om de dieren te drijven, te hoeden of te bewaken.

## Overdrachtelijke betekenis
Het werk van de herder wordt in de Christelijke bijbel veel gebruikt als metafoor om de rol van God en Jezus als ook die van menselijke leiders te illustreren.